# Marina Osman
Marina Vassilieva Starostenkova Osman (en russe : Марина Васильева Старостенкова Oсман) est une pianiste concertiste de jazz, folk et classique. Elle enseigne la musique et donne des concerts à Londres.

## Biographie

### Jeunesse et études
Marina Osman est née en 1965 à Polotsk, République socialiste soviétique de Biélorussie dans une famille de musiciens. Sa mère, Lydia Ivanovna Vassilieva, était une joueuse de Bayan, maître de chorale et une professeur de chant tandis que son père, Viktor Semenovitch Vassielev, était théoricien de musique, formé par l'Académie russe de musique Gnessine à Moscou.
Après avoir déménagé à Mourmansk dans la péninsule de Kola, Marina continue ses études musicales en 1980 à l'École de musique de Mourmansk dans une classe de piano. En 1984, Marina obtient son diplôme avec premier prix après avoir suivi l'intégralité du cursus dans la spécialité fortepiano et lui fut attribué le titre de concertiste et de professeur de musique.
Pendant ses études à Mourmansk, elle devient lauréate du concours régional de pianistes solo du Nord-Ouest de l'Union Soviétique et gagne le concours de pianistes solo de Mourmansk.
Marina Vassilieva poursuit ses études à l'Académie d'État de musique de Biélorussie à Minsk dans la spécialité fortepiano dans la classe de Léonid Petrovitch Youchkévitch dans laquelle elle restera jusqu'à 1990.

### Carrière
Pendant qu'elle étudie à Minsk, elle commence à enseigner le piano et à donner des concerts en 1989 dans le Conservatoire d'État de musique de Novopolotsk (en) dans la ville de Novopolotsk.
On lui accorde les plus hauts rangs pédagogiques et de concertiste en 1993. elle travaille au Conservatoire d'État de musique de Novopolotsk (en) en tant que professeur de piano de 1989 à 2010 et prépare 40 élèves dont sa fille, Julia Starostenkova, pour entrer à l'Académie d'État de musique de Biélorussie et dans d'autres institutions supérieures en Russie et en Biélorussie. Certains de ses élèves sont entrés dans les universités allemandes Université de musique de Karlsruhe et Internationales Musikinstitut Darmstadt (de). La plupart des étudiants de Marina Osman étaient lauréats du concours de musique pour jeunes interprètes, du concours de piano interrégional (Vitebsk) et des concours régionaux de Vitebsk (1997), Hrodna (2005, 2006), Minsk (2007) et Mahiliow (2009).
Elle était membre du jury de la troisième édition du concours international de Musique de chambre intitulé « Nova Musica » à Daugavpils.
Marina prend part dans des concerts en Biélorussie et en Russie, mais aussi dans des festivals de jazz en Allemagne, Pologne, Lituanie et Russie en 2009.
En septembre 2009, Marina Starostenkova est invitée à Moscou pour produire des enregistrements avec le violoniste Mikhaïl Kazinik (ru) pour des programmes de radio pour « radio Orphée »,, une chaîne de radio de musique classique russe. Elle continue ensuite à donner des concerts avec Mikhaïl Kazinik (ru) et le violoniste Andreï Chistyakov en 2010,,,.
Marina prend part dans le tour républicain du concours de musique classique Eurovision en 2010.
Maintenant en Angleterre, Marina Starostenkova, alors Marina Osman, donne régulièrement des concerts à la « Maison Pouchkine (en) » et donne des cours de piano et de solfège depuis 2011,.
En 2019, Marina Osman apparaît dans la sélection Folking des meilleurs musiciens.

## Diplômes et Récompenses
Marina Starostenkova a reçu:
- Le diplôme honorable du ministère de la culture de Biélorussie pour la préparation des élèves pour les compétitions (1994)
- Le diplôme d'études pratiques de musique (dans la classe du Professeur Shatsky) dans une école créative du fonds spécial du président biélorusse Loukachenko
- Trois fois le prix du concours créatif républicain des professeurs de musique (1993, 1998, 2004)
- Le diplôme du ministère de la Culture de la république de Biélorussie pour des compétences parfaites de concertiste au concours international des instruments à cordes à Homiel en 2006
- Le badge du ministère de la culture de la république de Biélorussie pour la contribution à l'évolution culturelle de la Biélorussie[1]
- Le diplôme pour des compétences parfaites de concertiste au concours Républicain ouvert d'instruments folk (Hrodna, 2009)

## Filmographie
En octobre 2009, Marina Starostenkova est invitée à Saint-Pétersbourg pour tourner le film Ad Libitum avec le violoniste Mikhaïl Kazinik (ru).

## Voir Aussi

### Liens Externes
- Site officiel de « Radio Orphée »
- Site officiel de la maison Pouchkine (Londres)

### Multimédia
- (ru) [vidéo] « М.С.Казиник.Чижик-пыжик и Медный всадник (2010-05-26) », sur YouTube
- (ru) [vidéo] « М.С.Казиник.Гаммы (2010-04-21) », sur YouTube
- (ru) [vidéo] « Михаил Казиник. 47. Рондо Каприччиозо, или как можно жить без стаккато? », sur YouTube
- (ru) [vidéo] « М.С.Казиник.Скрипка Сарасате (2010-06-01) », sur YouTube
- (ru) [vidéo] « М.С.Казиник.Скрипка Паганини (2010-05-25) », sur YouTube
- (ru) [vidéo] « М.С.Казиник.Да простит нас Бах..., ч.1 (2010-05-18) », sur YouTube
- (ru) [vidéo] « М.С.Казиник. Да простит нас Бах..., ч.2 (2010-05-19). », sur YouTube
- (ru) [vidéo] « Марина Старостенкова в программе Михаила Казиника », sur YouTube
- (ru) [vidéo] « М.Казиник, Андрей Чистяков и Марина Старостенкова », sur YouTube
- (ru + en + fr) [vidéo] « Daria Kulesh & Marina Osman – "Those Were The Days" », sur YouTube